# Canton de Clervaux
Le canton de Clervaux est un canton luxembourgeois situé dans le Nord du Luxembourg. Son chef-lieu est Clervaux.

## Géographie

### Localisation
Le canton est délimité à l’ouest et au nord par la frontière belge qui le sépare à l’ouest de l’arrondissement de Bastogne situé dans la province de Luxembourg et au nord de l’arrondissement de Verviers situé dans la province de Liège. Il est également délimité à l’est par la frontière allemande qui le sépare de l’arrondissement d'Eifel-Bitburg-Prüm situé en Rhénanie-Palatinat.

### Communes
Le canton est constitué de 5 communes :
| Commune              | Superficie | Population | Densité (en hab./km²) |
| -------------------- | ---------- | ---------- | --------------------- |
| Clervaux (chef-lieu) | +0085,05   | +006 289,  | 73,9                  |
| Parc Hosingen        | +0070,65   | +004 305,  | 60,9                  |
| Troisvierges         | +0037,86   | +003 654,  | 96,5                  |
| Weiswampach          | +0035,25   | +002 623,  | 74,4                  |
| Wincrange            | +0113,36   | +005 002,  | 44,1                  |

## Histoire
Le 15 ventôse an X (6 mars 1802), le département des Forêts fut divisé en vingt-huit cantons, portant le nom de leur chef-lieu. Le canton de Clervaux comprend alors les communes d'Asselborn, Basbellain, Boevange, Clervaux, Dasbourg, Hachiville, Heinerscheid, Munshausen, Weicherdange et Weiswampach.
Le 4 avril 1851, la commune de Putscheid est détachée du canton de Clervaux pour rejoindre le canton de Vianden.
Au 1er janvier 2012, les communes de Heinerscheid et Munshausen sont dissoutes lors de la fusion avec la commune de Clervaux, de même que celles de Consthum et Hosingen lors de la création de la commune du Parc Hosingen. Le canton gagne le territoire de l’ancienne commune de Hoscheid aux dépens du canton de Diekirch lors de la création de Parc Hosingen.
Jusqu'à la suppression des districts en 2015, le canton faisait partie du district de Diekirch.

## Politique et administration

### Liste des députés
De 1841 à 1919, le canton formait une circonscription électorale dans le cadre des élections législatives.

#### Assemblée constituante(1848)
| Période                                  | Période | Identité              | Étiquette | Qualité                      |
| ---------------------------------------- | ------- | --------------------- | --------- | ---------------------------- |
| avril 1848                               | 1848    | Jean Conzemius        |           | Propriétaire à Lullange      |
| avril 1848                               | 1848    | Jean-François Laporte |           | Propriétaire à Weiler        |
| avril 1848                               | 1848    | Bernard Neumann       |           | Juge au tribunal de Diekirch |
| avril 1848                               | 1848    | Lucien Richard        |           | Avocat à Diekirch            |
| avril 1848                               | 1848    | Bernard Pondrom       |           | à Hosingen                   |
| avril 1848                               | 1848    | Jean-Baptiste Pinth   |           | Propriétaire à Holler        |
| Les données manquantes sont à compléter. |         |                       |           |                              |

#### Assemblée constituante(1918)
| Période                                  | Période | Identité                        | Étiquette   | Qualité |
| ---------------------------------------- | ------- | ------------------------------- | ----------- | ------- |
| août 1918                                | 1918    | Pierre Prüm                     | PNI         |         |
| août 1918                                | 1918    | Théodore Boever                 | PNI         |         |
| août 1918                                | 1918    | Jean-Pierre Jérôme Thinnes (lb) | Indépendant |         |
| Les données manquantes sont à compléter. |         |                                 |             |         |

#### Chambre des députés(depuis 1919)
Depuis 1919, le canton n'est plus utilisé comme circonscription électorale et fait dès lors partie de la circonscription Nord.

## Population et société

### Démographie
L'évolution du nombre d'habitants est connue à travers les recensements de la population effectués dans le pays depuis 1821. Les recensements décennaux de la population permettent de caler les chiffres sur la composition de la population par sexe, âge, nationalité et commune de résidence. Entre deux recensements, la population au 1er janvier de l’année {\displaystyle x} est évaluée en ajoutant à la population au 1er janvier de l’année {\displaystyle x-1} les soldes naturel (naissances {\displaystyle -} décès) et migratoire (arrivées {\displaystyle -} départs) de l'année. La même méthode est appliquée pour la répartition par âge au 1er janvier et les effectifs totaux par nationalité. Depuis le 24 février 1843, le Luxembourg dénombre 12 cantons.
Au 1er janvier 2024, le canton comptait 21 214 habitants.
| 1851   | 1871   | 1880   | 1890   | 1900   | 1910   | 1922   | 1930   | 1935   |
| ------ | ------ | ------ | ------ | ------ | ------ | ------ | ------ | ------ |
| 14 763 | 16 465 | 16 205 | 15 527 | 15 771 | 16 435 | 15 807 | 15 186 | 15 096 |

| 1947   | 1960   | 1970   | 1978  | 1979  | 1981  | 1983  | 1984  | 1985   |
| ------ | ------ | ------ | ----- | ----- | ----- | ----- | ----- | ------ |
| 13 405 | 11 458 | 10 543 | 9 871 | 9 833 | 9 880 | 9 940 | 9 970 | 10 010 |

| 1986   | 1987   | 1988   | 1989   | 1990   | 1991   | 1992   | 1993   | 1994   |
| ------ | ------ | ------ | ------ | ------ | ------ | ------ | ------ | ------ |
| 10 000 | 10 160 | 10 228 | 10 367 | 10 547 | 10 559 | 10 797 | 11 129 | 11 357 |

| 1995   | 1996   | 1997   | 1998   | 1999   | 2000   | 2001   | 2002   | 2003   |
| ------ | ------ | ------ | ------ | ------ | ------ | ------ | ------ | ------ |
| 11 541 | 11 630 | 11 699 | 11 871 | 12 069 | 12 116 | 12 836 | 12 970 | 13 177 |

| 2004   | 2005   | 2006   | 2007   | 2008   | 2009   | 2010   | 2011   | 2012   |
| ------ | ------ | ------ | ------ | ------ | ------ | ------ | ------ | ------ |
| 13 564 | 13 719 | 14 017 | 14 279 | 14 613 | 14 811 | 15 138 | 15 405 | 15 875 |

| 2013   | 2014   | 2015   | 2016   | 2017   | 2018   | 2019   | 2020   | 2021   |
| ------ | ------ | ------ | ------ | ------ | ------ | ------ | ------ | ------ |
| 16 115 | 16 447 | 16 822 | 17 126 | 17 631 | 18 081 | 18 436 | 18 936 | 19 382 |

| 2022   | 2023   | 2024   | - | - | - | - | - | - |
| ------ | ------ | ------ | - | - | - | - | - | - |
| 20 016 | 20 687 | 21 214 | - | - | - | - | - | - |

Le graphique qui aurait dû être présenté ici ne peut pas être affiché car il utilise l'ancienne extension Graph, désactivée pour des questions de sécurité. Des indications pour créer un nouveau graphique avec la nouvelle extension Chart sont disponibles ici.

## Syndicat intercommunal
L'ensemble des communes du canton sont regroupées au sein du Syndicat intercommunal pour la promotion du canton de Clervaux (SICLER) qui a pour but de promouvoir et développer l'attractivité économique et touristique du canton.